# Ruta 105 (Costa Rica)
La Ruta 105, oficialmente Ruta Nacional Secundaria 105, es una ruta nacional de Costa Rica ubicada en la provincia de San José.

## Descripción
En la provincia de San José, la ruta atraviesa el cantón de Escazú (los distritos de Escazú, San Antonio, San Rafael), el cantón de Desamparados (el distrito de San Rafael Abajo), el cantón de  Alajuelita (los distritos de Alajuelita, San Josecito, San Antonio, Concepción).